# خفاش انگشت‌دراز آسیای جنوب شرق
خفاش انگشت‌دراز آسیای جنوب شرق (نام علمی: Miniopterus fuscus) نام یک گونه از سرده خفاش‌های بال‌خمیده است.